# 3426 Seki
A 3426 Seki (ideiglenes jelöléssel 1932 CQ) a Naprendszer kisbolygóövében található aszteroida. Karl Wilhelm Reinmuth fedezte fel 1932. február 5-én.